# نوک‌خاری آبی‌پوش
نوک‌خاری آبی‌پوش (نام علمی: Chalcostigma stanleyi) نام یک گونه از سرده لکه‌برنزه‌ای‌ها است.